# Kurzzeitfotografie

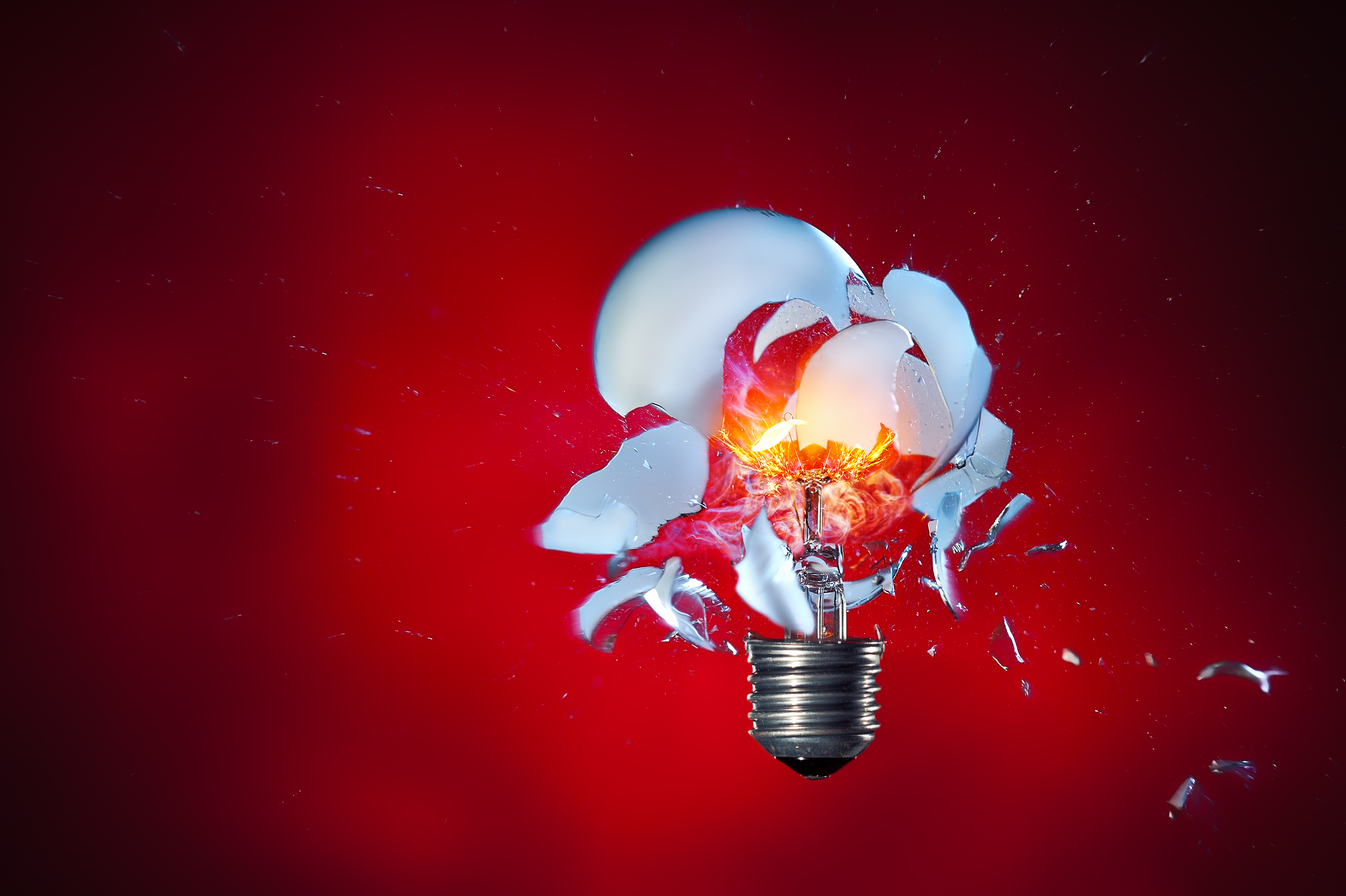
Eine Glühlampe wird mit einer Softair-Pistole zerschossen

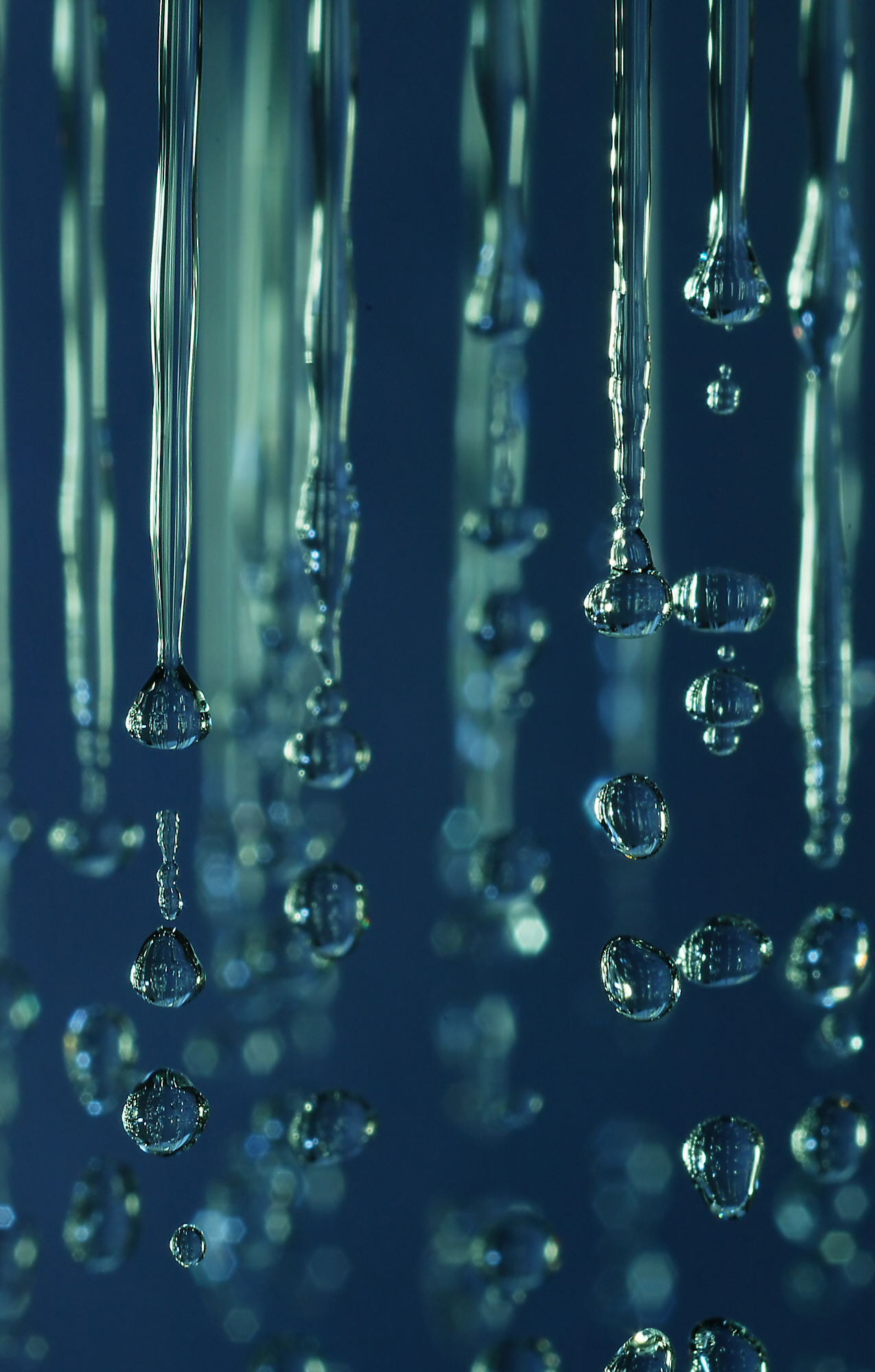
Kurzzeitbelichtung mittels Elektronenblitz

Unter Kurzzeitfotografie versteht man das Erstellen von Fotografien, welche eine extrem kurze Belichtungszeit von weniger als ungefähr 1/5.000 s aufweisen.

## Technik
Die kurze Belichtungsdauer wird meistens nicht über mechanische Verschlüsse (wie sonst üblich), sondern durch die Leuchtdauer von elektronischen Blitzgeräten geregelt. Die Aufnahme erfolgt dann in einem abgedunkelten Raum. Schon mit handelsüblichen Blitzgeräten lassen sich bei verminderter Leistung Belichtungszeiten von ca. 1/50.000 s und kürzer erreichen. Moderne elektromechanische Schlitzverschlüsse dringen zwar zum Teil in diesen Zeitenbereich vor, schnell bewegte Objekte werden jedoch durch die relativ langsame Bewegung des Schlitzes, wodurch der sogenannte Rolling-Shutter-Effekt entsteht, verzerrt abgebildet. Bei Filmmaterial ist zu beachten, dass durch den Kurzzeiteffekt (ähnlich dem Schwarzschildeffekt) mehr Licht benötigt wird, als die Zeit/Blendenzahl-Kombination vermuten lässt. Digitale Bildsensoren müssen in der Lage sein, derart kurze Impulse verarbeiten zu können.
Durch die Entwicklung in der Kamera- und Verschlusstechnik haben sich die Möglichkeiten, schnelle Motive und ihre Bewegung mit handelsüblichen Kameras aufzunehmen, stark verbessert. Verschlusszeiten von 1/4000 Sekunde sind heute bei Spiegelreflexkameras üblich.
Für Effekte in Filmen und wissenschaftliche Zwecke wird die Frozen Reality angewendet, bei der aus mehreren Blickrichtungen gleichzeitig Aufnahmen gemacht werden, die (zusammengesetzt) eine Kamerafahrt um ein „Ereignis“, wie z. B. einen zerplatzenden Luftballon, ermöglichen.